# شاين تايلور
شاين تايلور (بالإنجليزية: Shane Taylor)‏ (و. 1974 – م) هو ممثل، وممثل أفلام، من المملكة المتحدة، ولد في دوفر.

## وصلات خارجية
- شاين تايلور على موقع IMDb (الإنجليزية)
- شاين تايلور على موقع ألو سيني (الفرنسية)
- شاين تايلور على موقع أول موفي (الإنجليزية)
- شاين تايلور على موقع قاعدة بيانات الفيلم (الإنجليزية)
- شاين تايلور على موقع كينوبويسك (الروسية)